# The Limping Man
The Limping Man é um filme policial britânico de 1936, dirigido por Walter Summers e estrelado por Francis L. Sullivan, Hugh Wakefield e Patricia Hilliard. É uma adaptação da peça homônima de William Matthew Scott. O filme foi rodado em Welwyn Studios.

## Elenco
- Francis L. Sullivan – Theodore Disher
- Hugh Wakefield – Coronel Paget
- Patricia Hilliard – Gloria Paget
- Robert Cochran – Philip Nash
- Leslie Perrins – Paul Hoyt
- Judy Kelly – Olga Hoyt
- Iris Hoey – Sra. Paget